# Sthenelos (Sohn des Kapaneus)
Sthenelos (altgriechisch Σθένελος Sthénelos), Sohn des Kapaneus, war in der griechischen Mythologie König von Argos. Er war der Vater des Kometes und des Kylarabes. Er war ein Urenkel des Anaxagoras und zählt somit zu den Anaxagoriden.
Sthenelos galt einer der Epigonen, die Theben eroberten. Seine Teilnahme am Zug gegen Theben wird erst durch späte Autoren erwähnt, bildliche Darstellungen, die ihn als Epigonen zeigen, reichen allerdings bis ins 5./4. Jahrhundert v. Chr. zurück. Dagegen berichtet bereits Homer in der Ilias an diversen Stellen über seine Teilnahme am Trojanischen Krieg. Als ein Freier der Helena hatte er den Eid geschworen, sie und ihren künftigen Gatten gegen jeden zu verteidigen. Somit war er nach der Entführung der Helena durch Paris verpflichtet, am Trojanischen Krieg teilzunehmen.
Unter dem Kommando seines Freundes Diomedes führte Sthenelos auf 25 Schiffen die Argiver in die Schlacht. Er fungierte als Wagenlenker, weil er wegen eines Sturzes von einer Mauer zu Fuß nicht mehr kämpfen konnte. Während des Kriegs verteidigte er sich und Diomedes gegen Agamanons Anschuldigungen, sie seien nicht so tüchtig wie ihre Väter. Dem Verwundeten Diomedes zog er einen Pfeil aus den Schultern. Laut Quintus von Smyrna tötete er den Kabeiros und den Abas und errang bei den Leichenspielen für Achill im Pferderennen mit seinem Pferd, das von Areion abstammte, den zweiten Platz. Er war auch einer der vierzig Helden, die sich im Trojanischen Pferd versteckten. Als Kriegsbeute erhielt er das hölzerne Kultbild des dreiäugigen Zeus Herkeios, das laut Pausanias noch lange danach in Athenatempel in Argos gezeigt wurde.
Das Grab des Sthenelos wurde Pausanias im Gymnasion Kylarabis in Argos gezeigt.
Nach seinem Tode übernahm sein Sohn Kylarabes die Regierung.